# قزل‌بورون
قزل‌بورون (به ترکی آذربایجانی: Qızılburun) یک منطقهٔ مسکونی در جمهوری آذربایجان است که در شهرستان حاجی‌قبول واقع شده‌است. قزل‌بورون ۱٬۰۳۴ نفر جمعیت دارد.